# Changpa

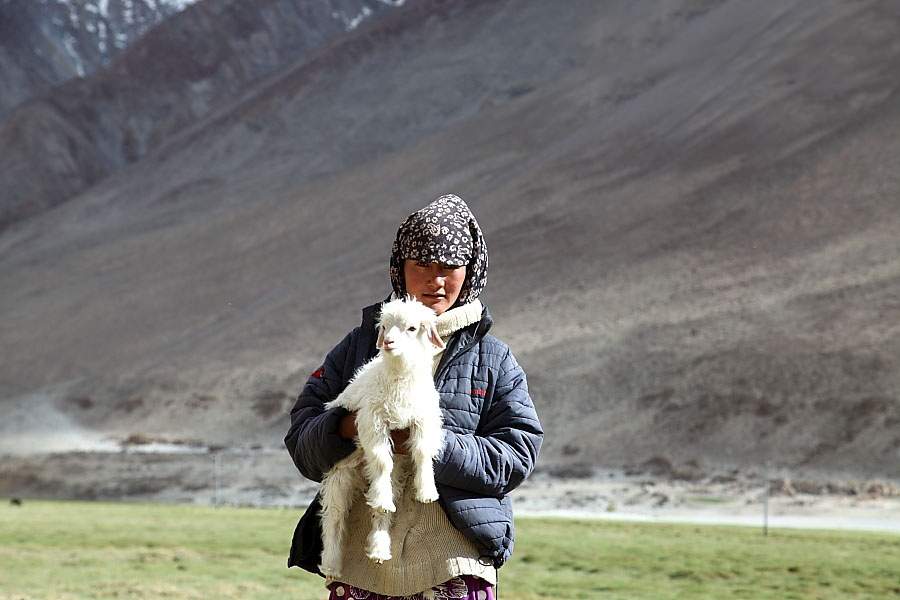
Pastora changpa amb un be.

Els changpa o champa són un poble tibetà seminòmada que es troba principalment en Changtang a Ladakh i en Jammu i Caixmir. Un nombre més petit resideix en les regions occidentals de la regió autònoma del Tibet i va ser parcialment reubicat per a l'establiment de la reserva natural de Changtang. A partir de 1989 hi havia mig milió de nòmades que vivien en l'àrea de Changtang. El cineasta Gaurav Jani va realitzar un documental sobre els changpa anomenat Riding Solo to the Top of the World.

## Changpa del Tibet
La pàtria dels Changpa és una altiplà d'altitud coneguda com a Changtang, que forma una porció del Tibet occidental i del nord que s'estén al Ladakh sud-oriental. Changpa significa "del nord" en tibetà. A diferència de molts altres grups nòmades al Tibet, els Changpa no estan sota la pressió dels agricultors establerts, ja que la gran majoria de la terra que habiten és massa inhòspita per a la agricultura.
La major part del Changtang tibetà està ara protegida per reserves naturals que consisteixen en la Reserva Natural de Changtang, la segona reserva natural més gran del món i quatre noves reserves petites adjacents que totalitzen 496.000 km² de reserves naturals connectades, el que representa una àrea gairebé tan gran com Espanya, i més gran que 197 països. Atès que les reserves s'han establert, hi ha hagut un augment de població en el nombre d'espècies en perill d'extinció. Les àrees protegides s'estenen a través de parts de la Regió Autònoma del Tibet, Xinjiang i Qinghai en Xina.

## Changpa de Jammu i Caixmir
Els Changpa de Ladakh són pastors de gran alçada, criant principalment iacs i cabres. Entre els Changpa de Ladakh, els que encara són nòmades es coneixen com a phalpa, i conducensus ramats des de la vall de Hanley fins al llogaret de Lato. Hanley és la llar de sis assentaments aïllats, on hi ha els sedentaris changpa, els fangpa. Malgrat els seus diferents estils de vida, els dos grups es casen entre si. Els changpa parlen  Changskhat, un dialecte del tibetà, i practiquen el budisme tibetà.
Només una petita part de Changthang creua la frontera cap Ladakh, a l'estat indi de Jammu i Caixmir. És, però, una ruta històricament important per als viatgers que viatgen de Ladakh a Lhasa, i ara té moltes característiques diferents a causa de ser part de l'Índia. Històricament, els Changpa del Ladakh emigrarien amb els seus ramats al Tibet, però després de la presa xinesa del Tibet, aquesta ruta ha estat tancada. A partir del 2001, els changpa es van classificar com una tribu classificada sota programa de la reserva del govern indi de l'acció afirmativa.